# ژان کلود کاستیس
ژان کلود کاستیس (انگلیسی: Jean-Claude Casties؛ زادهٔ ۱۱ نوامبر ۱۹۳۶) بازیکن فوتبال اهل فرانسه است.
از باشگاه‌هایی که در آن بازی کرده‌است می‌توان به باشگاه فوتبال آژاکسیو، باشگاه فوتبال کن، و باشگاه فوتبال بوردو اشاره کرد.